# Stuart Reside
Stuart Reside (* 6. September 1978 in Perth) ist ein ehemaliger australischer Ruderer und Olympiadritter 2004.

## Sportliche Karriere
Reside gewann 1996 den Titel im Einer bei den Junioren-Weltmeisterschaften. 1997 startete er erstmals international in der Erwachsenenklasse und belegte den zwölften Platz im Doppelvierer bei den Weltmeisterschaften. 1998 siegte er im Doppelvierer beim Nations Cup, einem Vorläuferwettbewerb der U23-Weltmeisterschaften. Bei den Weltmeisterschaften 1998 belegte Reside mit dem Doppelvierer den fünften Platz. 1999 bei den Weltmeisterschaften in St. Catharines gewann der australische Doppelvierer mit Duncan Free, Peter Hardcastle, Jason Day und Stuart Reside die Bronzemedaille hinter den Booten aus Deutschland und aus der Ukraine. Im Jahr darauf bei den Olympischen Spielen 2000 in Sydney siegten im Doppelvierer die Italiener vor den Niederländern und den Deutschen. 1,68 Sekunden hinter den Deutschen belegten Hardcastle, Day, Reside und Free den vierten Platz.
Nach zwei Jahren Unterbrechung kehrte Reside 2003 als Mitglied des australischen Achters auf die internationalen Regattastrecken zurück. Bei den Weltmeisterschaften 2003 belegte der Achter den fünften Platz. Bei den Olympischen Spielen 2004 in Athen gewann der australischen Achter die Bronzemedaille hinter dem US-Boot und den Niederländern.